# Posoqueria bahiensis
Posoqueria bahiensis är en måreväxtart som beskrevs av Macias och L.S.Kinosh.. Posoqueria bahiensis ingår i släktet Posoqueria och familjen måreväxter. Inga underarter finns listade i Catalogue of Life.